# Reinhold Rudenberg
Reinhold Rudenberg (4 de fevereiro de 1883 – 25 de dezembro de 1961) foi um engenheiro eletricista e inventor teuto-estadunidense, creditado com muitas inovações em energia elétrica e campos relacionados. Além de melhorias em equipamentos de energia elétrica, especialmente grandes geradores de corrente alternada, dentre outros, incluem-se as lentes eletroestáticas, Power Line Communications (comunicações por linha de força) em linhas de energia, uma forma de matriz de radar de fase, uma explanação dos "blecautes" de energia, números preferentes, e o número prefixo "Giga".

## Trabalho e pesquisa
Rudenberg lecionou em Göttingen, Berlim, Londres e nos EUA no MIT e na Universidade de Harvard. Em Harvard, foi chefe do Departamento de Engenharia Elétrica da Graduate School of Engineering de 1939 a 1952, quando se aposentou.
Depois de deixar Göttingen em 1908, ele começou na fabricante de máquinas elétricas Siemens-Schuckertwerke (SSW), parte do grupo de empresas Siemens, em Berlim. Ele entrou como engenheiro de projeto de máquinas e rapidamente avançou para chefiar esse departamento. Seu trabalho logo se ampliou para incluir linhas de transmissão, sistemas de distribuição e relés e interruptores de proteção. Em 1923 foi nomeado Diretor do Departamento Científico (Wissenschaftliche Abteilung) da SSW responsável pela pesquisa e desenvolvimento de máquinas e sistemas para a empresa. Simultaneamente, foi nomeado Engenheiro Eletricista Chefe (Chef-Elektriker) da empresa.
Em 1916, Rudenberg projetou o gerador elétrico para a principal usina de Colônia, então a maior conhecida.
Ele tinha uma mente aguçada e ágil, publicou muito e se tornou um inventor prolífico. Seus livros, especialmente sobre transientes elétricos, foram amplamente lidos e usados como textos universitários. Entre suas contribuições estão:
- Comunicações atuais da operadora (patente)
- Condutores ocos para transmissão aérea de energia de alta tensão
- Microscópio eletrônico com lentes eletrostáticas (patente)
- Reversão ou apoio de navios e hélices
- Radar phased array "geoscope" (patente)
- Primeira análise de sobrepressão de explosão de explosivos versus energia de carga
- Lentes de campo hiperbólicas para focalizar feixes de elétrons
- Energia elétrica diretamente da radiação atômica (patente)
- Explicando a causa do apagão nos sistemas de energia elétrica

## Microscópio eletrônico e patentes
Em 1930, logo após voltar para casa de férias de verão na costa holandesa, seu filho de 2 3⁄4 anos adoeceu com paralisia nas pernas. Isso logo foi diagnosticado como poliomielite, que naquela época era uma doença assustadora com uma taxa de mortalidade de 10-25% à medida que a doença progredia para os pulmões. Sabe-se então que a poliomielite era causada por um vírus, pequeno demais para ser visível sob um microscópio óptico. A partir daí, Rudenberg estava determinado a encontrar ou inventar uma maneira de tornar visível uma partícula de vírus tão pequena. Ele pensou que os elétrons, por causa de seu tamanho subatômico, como ele havia aprendido em Göttingen com Wiechert, seriam capazes de resolver partículas de vírus tão pequenas, e ele investigou maneiras de focalizá-las para criar sua imagem ampliada.
Já em 1927, Hans Busch, seu amigo desde Göttingen, havia publicado uma análise de uma bobina magnética atuando como lente. Rudenberg raciocinou que um feixe de elétrons deixando um ponto em um objeto em um sistema eletrostático axialmente simétrico poderia ser focado de volta a um ponto de imagem se o campo elétrico radial fosse proporcional à distância do elétron do eixo. Assim, ele acreditava que imagens reais ampliadas poderiam ser obtidas nessas condições. À medida que a data de uma palestra pública sobre óptica eletrônica estava se aproximando, a Siemens solicitou uma patente sobre o instrumento de lente eletrostática de Rudenberg e seus princípios gerais de microscópio eletrônico em 30 de maio de 1931. A Siemens também obteve patentes em outros seis países. Na Alemanha, esta, ou patentes dela derivadas, foram concedidas em vários momentos posteriores, de 1938 a 1954. Alguns concorrentes expressaram queixas contra as patentes de Rudenberg, mas ignoraram ou não perceberam o ano anterior em que Rudenberg começou sua invenção (1930) nem a diferença do estímulo que a iniciou, nem reconheceram as diferenças técnicas entre suas lentes eletrônicas eletrostáticas e as lentes magnéticas usadas por outros.

## Publicações
- Rüdenberg, Reinhold (1916) Artilleristische Monatshefte, No. 113/114, 237-265, 285-316 (no qual Rudenberg analisa o mecanismo e a propagação de ondas de choque de explosões pesadas e determina as leis de destruição à distância).
- Rüdenberg, R. (1932) Elektronenmikroskop (microscópio eletrônico). Naturwissenschaften 20, 522
- Rüdenberg, Reinhold (1943) As frequências de oscilações de energia natural em sistemas interligados de geração e distribuição. Trans. Amer. Inst. Eletr. Engineers 62, 791–803 (em que Rudenberg mostra o período fundamental de oscilação de energia e queda após um grande transiente, que pode desencadear um apagão total).
- Rüdenberg, Reinhold (1943) "The Early History of the Electron Microscope", J Appl. Physics 14, 434–436, (no qual Rudenberg descreve o estímulo para iniciar seu trabalho, também trechos de patentes mostrando suas lentes de elétrons de abertura eletrostática).
- Rüdenberg, Reinhold (1945) J. Franklin Inst. 240, pág. 193ff e 347ff (em que Rudenberg investiga a reversão e o comportamento transitório de hélices e navios durante manobras para ação rápida controlada e prevenção da perda de controle da "cavitação" da hélice).

## Honras
- 1911 – Prêmio Montefiori, Institut Montefiore, Liège, Bélgica
- 1921 – Dr.Ing. h.c. T.U. Karlsruhe
- 1946 – Stevens Institute Honor Award e Medalha "Por notável realização no campo da óptica eletrônica como o inventor do microscópio eletrônico."
- 1949 – Medalha Cedergren, Suécia.
- 1954 – Membro Eminente da Eta Kappa Nu
- 1956 – Senador honorário da TU Berlin
- 1957 – Grã-Cruz de Serviço Benemérito da República Federal Alemã, medalha GVK da Alemanha "Pour le Merite" (Große Verdienstkreuz des Verdienstordens der Bundesrepublik)
- 1961 – Medalha Elliott Cresson, Franklin Institute, Filadélfia.[4]